# Interstate 135
Pour les articles homonymes, voir Route 135.
L'interstate 135 est une autoroute inter-États auxiliaire de l'interstate 35, reliant celle-ci à l'interstate 70 à Salina. Elle est l'une des plus longues autoroutes à trois chiffres des États-Unis avec ses 95,7 miles.

## Description du tracé

### Wichita

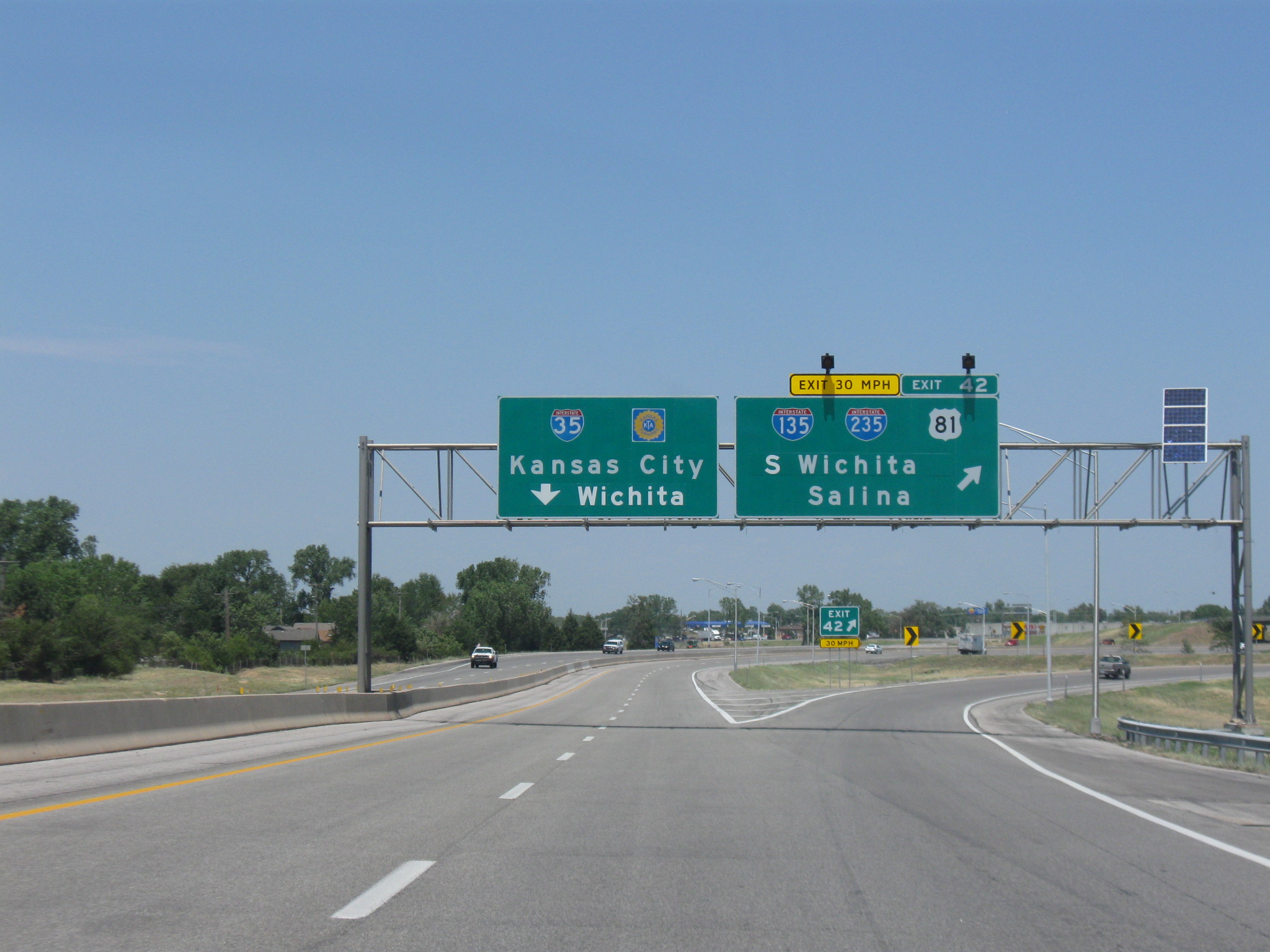
La sortie 42 de l'interstate 35 en direction de l'I-135 vers Wichita (Terminal sud de l'I-135).

L'I-135 débute au sud de Wichita à sa jonction avec le Kansas Turnpike (I-35) en direction de Kansas City ou d'Oklahoma City. Un poste de péage a été installé au tout début de l'autoroute, car le Kansas Turnpike est une autoroute à péage (comme la plupart des Turnpikes aux États-Unis). L'I-135 se dirige vers le nord jusqu'au mile 2, tout de suite après son échangeur avec l'interstate 235 (autoroute de déviation de Wichita) et après avoir traversé la rivière Arkansas, où elle se dirige vers le nord-est pendant une courte période pour suivre la rivière. Au mile 3.5, elle rebifurque vers le nord pour aller rejoindre le centre-ville de Wichita (miles 5-7) tout en croisant les routes US 54 et US 400 (Kellogg St). Il est à noter que la 135 ne passe pas directement dans le centre-ville, mais plutôt juste un peu à l'est de celui-ci. Au mile 11, elle croise à nouveau l'interstate 235, ce qui veut dire que l'autoroute quitte la ville de Wichita.

### Entre Park City et Newton
Après avoir croisé l'I-235, l'interstate 135 traverse la banlieue nord de Wichita, soit Park City (miles 12-16). Entre Park City et Newton, l'autoroute est presque toujours en ligne droite (trajectoire nord-sud exacte). De plus, le nombre de sortie est élevé même si l'autoroute traverse les terres agricoles: en effet, on dénombre une dizaine de sorties entre Park City et Newton. Finalement, un Rest Area (aire de service en français) a été installé au mile 24 pour que les automobilistes puissent se reposer.

### Entre Newton et McPherson
L'interstate 135 contourne la ville de Newton part le nord-est, tout en croisant la route US 50, reliant Hutchinson (Kansas) à Emporia (Kansas, sur le Kansas Turnpike). Entre le mile 33 et le mile 56, l'autoroute a une trajectoire nord-ouest/sud-est pour aller rejoindre la ville de McPherson au nord-ouest de Newton. Il est à noter que le nombre de sorties est considérablement réduit (plus que 5 sorties au lieu de 10), car cette section de l'autoroute est la moins achalandée de tout l'autoroute. Finalement, aucun aire de service n'a été ajouté.

### Entre McPherson et l'Interstate 70 (Salina)

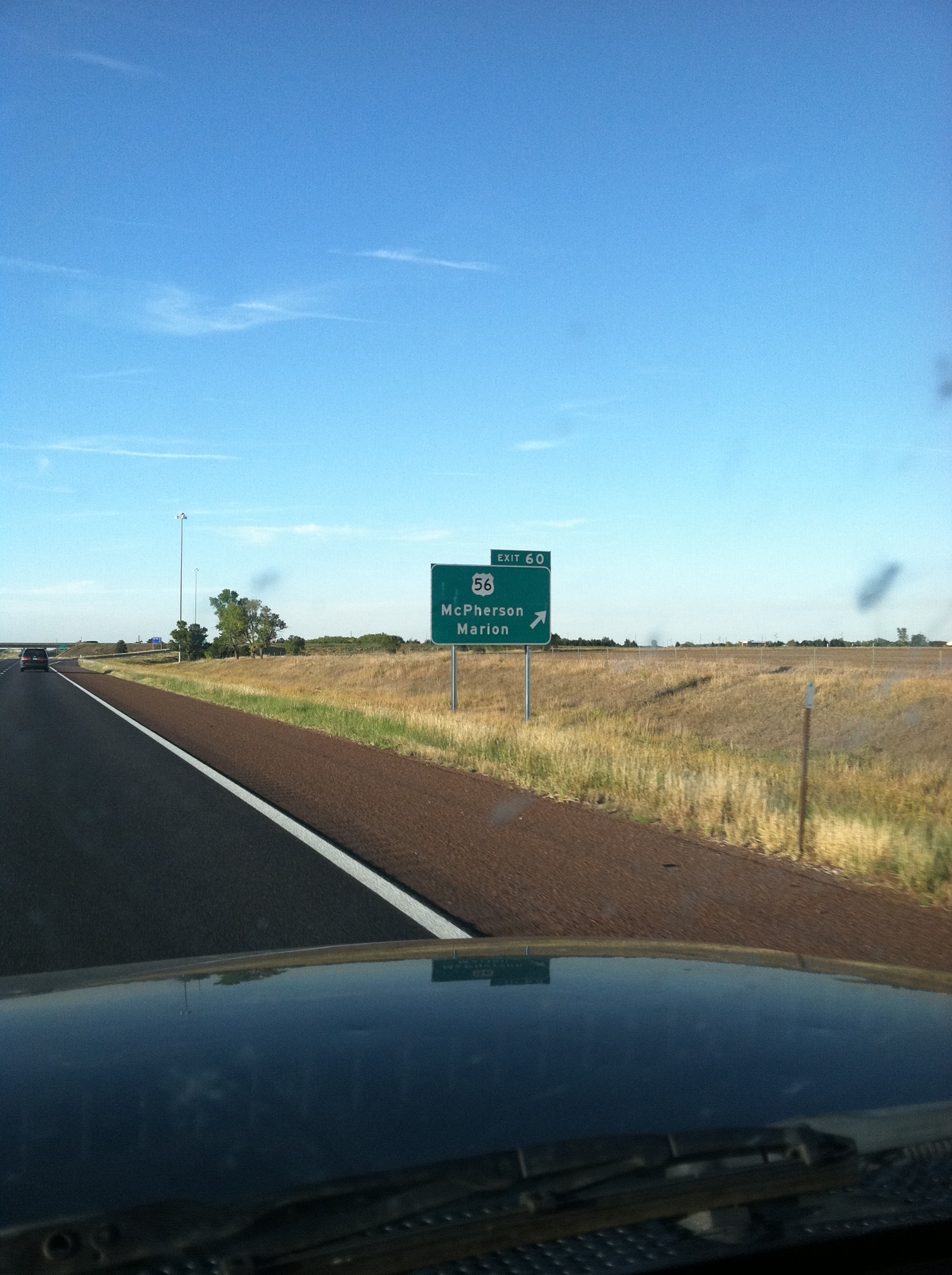
La sortie 60 en direction de McPherson.

Entre McPherson et Salina, l'I-135 a une trajectoire nord-sud (miles 58-92).

Après avoir passé juste à l'est de McPherson, elle continue sa route vers le nord en traversant les villes de Lindsborg, Bridgeport et Mentor. Une aire de service (Rest Area) a été installé au mile 67, l'autre étant au mile 24. L'interstate 135 fait son entrée dans Salina au mile 92. Le tracé de l'autoroute est simple : 

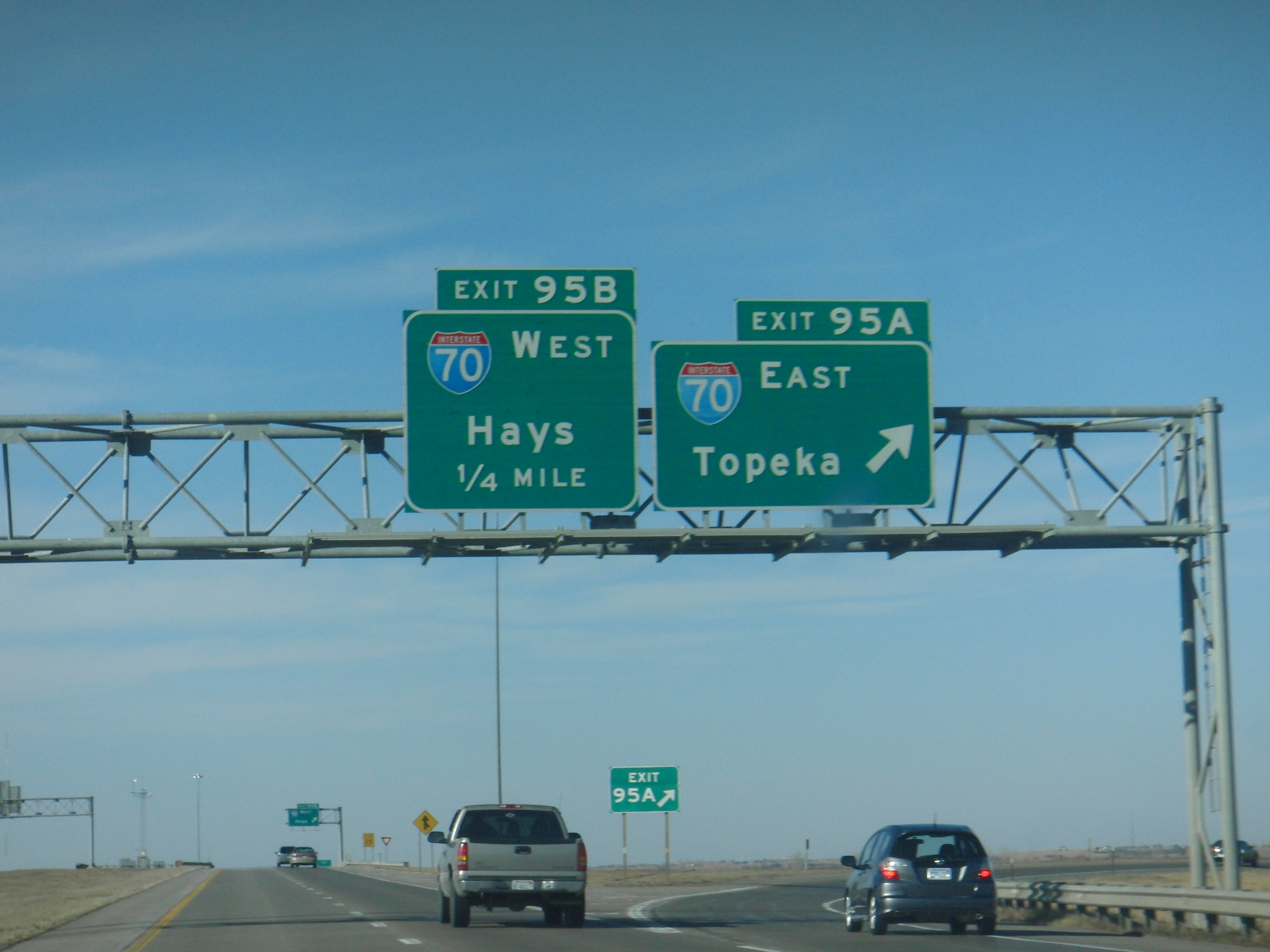
Le terminal Sud de l'I-135 à la hauteur de sa jonction avec l'interstate 70, au nord-ouest de Salina.

 il contourne Salina par l'ouest pour aller rejoindre l'interstate 70 (terminal nord de l'I-135) en direction de Topeka (capitale du Kansas), Kansas City et Denver (au Colorado). L'I-135 ne fait globalement qui relier Wichita à Salina. Il faut rajouter que l'autoroute en question est tout de même très achalandée, car c'est le seul lien pour se rendre de l'interstate 70 dans l'ouest du Kansas ou même dans l'est du Colorado (Denver) à Wichita toujours en restant sur le réseau des autoroutes Interstates. Le Kansas Turnpike (interstate 35, Interstate 335 et une partie de l'interstate 70 (à l'est de Topeka)) est quant à lui le principal lien entre Kansas City et Wichita.

## Liste des Sorties
| Interstate 135                                    |                                     |       |        |                                     |                                                     | |
| Comté                                             | Municipalité                        | mi    | km     | Sortie                              | Intersections / Destinations                        | Notes |
| Sedgwick                                          | Wichita                             | 0,00  | 0,00   |                                     | I-35 / Kansas Turnpike – Oklahoma City, Kansas City | Terminus sud; poste de péage; sortie 42 de l'I-35 |
| Sedgwick                                          | Wichita                             | 0,46  | 0,74   | 1A                                  | US 81 sud (47th Street South)                       | Terminus sud du multiplex avec US 81; dernière sortie gratuite |
| Sedgwick                                          | Wichita                             | 0,81  | 1,30   | 1C                                  | I-235 nord                                          | Sortie 1A de l'I-235 |
| Sedgwick                                          | Wichita                             | 2,32  | 3,73   | 2                                   | Hydraulic Avenue                                    | |
| Sedgwick                                          | Wichita                             | 3,21  | 5,17   | 3A                                  | K-15 (en) (Southeast Boulevard)                     | Sortie direction sud, entrée direction nord; terminus sud du multiplex avec K-15                                                                                             |
| Sedgwick                                          | Wichita                             | 3,94  | 6,34   | 3B                                  | Pawnee Street                                       | |
| Sedgwick                                          | Wichita                             | 4,93  | 7,93   | 4                                   | Harry Street                                        | |
| Sedgwick                                          | Wichita                             | 5,43  | 8,74   | 5A                                  | Lincoln Street                                      | |
| Sedgwick                                          | Wichita                             | 5,96  | 9,59   | 5B                                  | US 54 / US 400 (Kellogg Avenue)                     | Indiqué sortie 6A en direction sud |
| Sedgwick                                          | Wichita                             | 6,60  | 10,62  | 6B                                  | 1st Street North, 2nd Street North                  | Indiqué sortie 6C en direction sud |
| Sedgwick                                          | Wichita                             | 6,98  | 11,23  | 7A                                  | Central Avenue                                      | Sortie direction sud, entrée direction nord |
| Sedgwick                                          | Wichita                             | 7,48  | 12,04  | 7B                                  | 8th Street North, 9th Street North                  | |
| Sedgwick                                          | Wichita                             | 8,02  | 12,91  | 8                                   | 13th Street North                                   | |
| Sedgwick                                          | Wichita                             | 9,00  | 14,48  | 9                                   | 21st Street North                                   | |
| Sedgwick                                          | Wichita                             | 10,57 | 17,01  | 10                                  | K-96 (en) / 29th Street Nrorth / Hydrolic Avenue    | Indiqué sortie 10A (K-96) et 10B (29th Street et Hydrolic Avenue) en direction nord; terminus sud du multiplex avec K-96                                                     |
| Sedgwick                                          | Wichita                             | 11,78 | 18,96  | 11A                                 | K-254 (en) est – El Dorado                          | |
| Sedgwick                                          | Wichita                             | 11,78 | 18,96  | 11B                                 | I-235 sud / K-96 (en) ouest – Hutchinson            | Terminus nord du multiplex avec K-96; sortie 16A-B de l'I-235 |
| Sedgwick                                          | Wichita                             | 13,21 | 21,26  | 13                                  | 53rd Street North                                   | |
| Sedgwick                                          | Park City                           | 14,23 | 22,90  | 14                                  | 61st Street North                                   | |
| Sedgwick                                          | Limite townships Kechi–Grant        | 16,25 | 26,15  | 16                                  | 77th Street North                                   | |
| Sedgwick                                          | Grant Township                      | 17,23 | 27,73  | 17                                  | 85th Street North                                   | |
| Sedgwick                                          | Grant Township                      | 19,23 | 30,95  | 19                                  | 101st Street North                                  | |
| Limite Sedgwick–Harvey                            | Limite township Grant–Darlington    | 22,27 | 35,84  | 22                                  | 125th Street North                                  | |
| Harvey                                            | Darlington Township                 | 25,27 | 40,67  | 25                                  | K-196 (en) est – Whitewater, El Dorado              | |
| Harvey                                            | Newton                              | 28,28 | 45,51  | 28                                  | SE 36th Street                                      | |
| Harvey                                            | Newton                              | 30,11 | 48,46  | 30                                  | US 50 ouest / K-15 (en) nord – Hutchinson           | Terminus sud du multiplex avec US 50; terminus nord du multiplex avec K-15                                                                                                   |
| Harvey                                            | Newton                              | 31,34 | 50,44  | 31                                  | First Street, Broadway Street                       | |
| Harvey                                            | Newton                              | 32,65 | 52,55  | 33                                  | US 50 est – Peabody, Emporia                        | Terminus nord du multiplex avec US 50; sortie direction nord, entrée direction sud                                                                                           |
| Harvey                                            | Newton                              | 34,78 | 55,97  | 34                                  | K-15 (en) – North Newton, Abilene                   | |
| Harvey                                            | Hesston                             | 40,52 | 65,21  | 40                                  | Lincoln Boulevard                                   | |
| McPherson                                         | Mound Township                      | 46,10 | 74,19  | 46                                  | K-260 (en) ouest – Moundridge                       | |
| McPherson                                         | Mound Township                      | 48,68 | 78,34  | 48                                  | K-260 (en) est – Moundridge                         | |
| McPherson                                         | Limite township Lone Tree–King City | 54,44 | 87,61  | 54                                  | Comanche Road / 18th Avenue                         | |
| McPherson                                         | King City Township                  | 58,39 | 93,97  | 58                                  | US 81 Bus. / K-61 (en) nord – McPherson, Hutchinson | |
| McPherson                                         | McPherson                           | 60,51 | 97,38  | 60                                  | US 56 / US 81 Bus. – McPherson, Marion              | |
| McPherson                                         | McPherson Township                  | 62,94 | 101,29 | 63                                  | Mohawk Road                                         | |
| McPherson                                         | New Gottland Township               | 65,93 | 106,10 | 65                                  | Pawnee Road                                         | |
| McPherson                                         | New Gottland Township               | 68,03 | 109,48 | Aire de repos au milieu de la route | Aire de repos au milieu de la route                 | Aire de repos au milieu de la route |
| McPherson                                         | Smoky Hill Township                 | 72,93 | 117,37 | 72                                  | Smoky Valley Road – Lindsborg, Roxbury              | |
| Saline                                            | Smoky View Township                 | 77,86 | 125,30 | 78                                  | K-4 (en) ouest – Bridgeport, Lindsborg              | Terminus sud du multiplex avec K-4 |
| Saline                                            | Smoky View Township                 | 81,96 | 131,90 | 82                                  | K-4 (en) est (Assaria Road) / Falun Road            | Terminus nord du multiplex avec K-4 |
| Saline                                            | Smolan Township                     | 86,01 | 138,42 | 86                                  | K-104 (en) est (Mentor Road) / Smolan Road          | |
| Saline                                            | Salina                              | 88,00 | 141,62 | 88                                  | Water Well Road                                     | |
| Saline                                            | Salina                              | 89,03 | 143,28 | 89                                  | Schilling Road                                      | |
| Saline                                            | Salina                              | 90,04 | 144,91 | 90                                  | Magnolia Road                                       | |
| Saline                                            | Salina                              | 92,39 | 148,69 | 92                                  | Crawford Street                                     | |
| Saline                                            | Salina                              | 93,43 | 150,36 | 93                                  | K-140 (en) ouest (State Street)                     | |
| Saline                                            | Salina                              | 95,74 | 154,08 | 95A-B                               | US 81 nord / I-70 / US 40 – Concordia, Topeka, Hays | Terminus nord, terminus nord du multiplex avec US 81; indiqué sortie 95A (I-70 es) et 95B (I-70 ouest); sortie 250A-B de l'I-70; l'autoroute continue vers le nord via US 81 |
| - Terminus de multiplex - Péage - Accès incomplet |                                     |       |        |                                     |                                                     | |